# Ark: Survival Evolved
ARK: Survival Evolved — многопользовательская компьютерная игра в жанре симулятора выживания, разрабатываемая Studio Wildcard, Instinct Games, Effecto Studios, и Virtual Basement. Полноценный релиз на PlayStation 4, Xbox One, Windows, OS X, и Linux состоялся 29 августа 2017, релиз для Nintendo Switch состоялся 30 ноября 2018 года. Так же 14 июня 2018 года игра была выпущена на iOS и Android. Игра получила ранний доступ для Windows 2 июня 2015, для OS X и Linux 1 июля 2015, для Xbox One 16 декабря 2015. Игроки должны выжить на острове (или на корабле/в симуляции/под землёй), наполненном разнообразными существами (преимущественно динозаврами), и другими потенциально враждебными игроками.
В игре присутствует вид третьего и от первого лица. Игрокам доступно перемещение пешком или верхом на животных. Игроки используют огнестрельное оружие и создают базы для защиты от других игроков, или враждебно настроенных существ, также игроки могут торговать разными ресурсами или добытыми вещами, вы можете приручать динозавров, исследовать наземный или подводный мир, строить большие дома или же охотиться на других игроков
Разработка началась в октябре 2014. Команда разработчиков изучила физические облики динозавров специально для игры, однако в конечном итоге они привнесли свои изменения в их внешность и поведение. Один из игровых режимов, Survival of the Fittest, был выпущен как отдельная игра в марте 2016 года. Как и оригинальная игра, она также распространяется через Steam.

## Игровой процесс
Ark: Survival Evolved является симулятором выживания, в котором используется вид от первого лица, с возможностью переключиться на вид от третьего лица. Чтобы выжить, игроки должны построить базу. Такие возможности, как приручение представителей животного мира, требуют большего количества ресурсов и времени. Стандартная карта Island составляет около 48 квадратных километров, то есть около 36 квадратных километров суши и 12 квадратных километров океана.
Для того чтобы построить базу, игроки должны получить строительные элементы, такие как полы, двери и окна. Эти предметы могут быть созданы самими игроками и помещены в игровом мире (в лучах и пещерах). Игроки могут создать любую структуру, однако она может быть разрушена другими игроками. Собирая ресурсы, игроки приобретают возможность создать оружие, которое можно улучшить путём прикрепления обвеса, таких как дополнительные прицелы и фонарики для пистолета или автомата.
В игре огромное количество существ — динозавров, древних членистоногих, рептилий, амфибий, млекопитающих — как саблезубые кошки или мамонты, сказочных — как виверны, големы, черви смерти — и фантастических, как скальные дрейки или каркиносы. Динозавры могут быть приручены с помощью транквилизатора и последующего кормления, либо специального предмета. Для каждого вида существует свой способ приручения, хищники предпочитают мясо, травоядные — ягоды. После приручения игроки получают возможность полета или перемещения верхом на динозавре. Некоторые динозавры имеют дополнительные способности, например ютараптор или троодон может защищать базу, а трицератопс или тираннозавр атаковать базу соперников, и наоборот. Любых прирученных игроками существ, способных сражаться, можно поставить в режим защиты и нападения, а некоторыми уникальными возможностями — например, дыханье виверны — можно управлять лично. В игре есть и другие животные, такие как додо, меганевры, мамонты, титаномуравьи, саблезубые кошки, лягушки, пауки, мартышки, черепахи, скорпионы и даже гигантопитеки.
Помимо этого, в игре есть возможность создать племя, которое позволяет игрокам сформировать группу и работать в направлении достижения общих целей. Члены племени могут иметь общие строения и существ. В одном из обновлений племена получили возможность объявлять войну друг другу, или соревноваться в разнообразных мероприятиях.

## Разработка
Разработка игры началась в октябре 2014. В качестве игрового движка был выбран Unreal Engine 4. Первоначально игра была выпущена в Steam в раннем доступе для Windows 2 июня 2015 года, для OS X и Linux 1 июля 2015 года, так же для Xbox One 16 декабря 2015 года. Выпуск игры для PlayStation 4, Xbox One, Windows, macOS и Linux состоялся 29 августа 2017 года. Также 14 июня 2018 состоялся официальный выход игры на Android и iOS. 30 ноября 2018 вышла игра и на Nintendo Switch. 19 апреля 2022 года была анонсирована обновлённая версия игры для Nintendo Switch, которая была переделана с нуля и разработана Grove Street Games. Изначально её релиз должен был состояться в сентябре 2022 года, однако впоследствии её выпуск был перенесён на 1 ноября того же года. Один из игровых режимов, Survival of the Fittest, был выпущен как отдельная игра в марте 2016 года. Разработчики планируют, что в ней будут проходить киберспортивные турниры с денежным призовым фондом. Для ARK есть 5 платных сюжетных дополнения — Scorched Earth, Aberration, Extinction, Genesis (состоит из двух частей карты), и 6 официальных бесплатных, не сюжетных — The Center, Ragnarok, Valguero, Crystal Isles, Lost Island и Fjordur.

## Отзывы и продажи
| Сводный рейтинг | Сводный рейтинг |
| Агрегатор       | Оценка          |
| --------------- | --------------- |
| GameRankings    | 67,70 %         |

Летом 2018 года, благодаря уязвимости в защите Steam Web API, стало известно, что точное количество пользователей сервиса Steam, которые играли в Ark: Survival Evolved хотя бы один раз, составляет 9 103 947 человек, а в режим ARK: Survival Of The Fittest, что был выпущен как отдельная игра, — 2 284 297 человек.